# Schandl család
A Schandl család (néhol: Sándl) egy előkelő győri polgári család, amely a 19. század második felében és a 20. század első felében virágzott. Egy Bakonybélben lakó azonos vezetéknevű jómódú polgári család is élt, amely a 18. század közepén jelent meg a településen, azonban az eddig feltárt források alapján nem lehet ehhez a győri polgári Schandl családhoz kapcsolni.

## A család története
A római katolikus polgári származású Schandl család eredetét homály fedi. Az első ismert tagja a családnak, aki Magyar Királyságban élt és egyben a családot felemelte az ismeretlenségből idősebb Schandl János (1758–1826) volt, aki Komáromban városi tanácsos, kádármester, illetve borkereskedő volt. Az első feleségét, Sumlás Éva Rozinát (1765–1789), Komáromban 1785. február 7-én vette el. Rövid házasságából négy gyermek született, azonban egyik sem érte el a felnőttkort. Első neje halála után Schandl János elvette Komáromban, 1789. július 10-én Oszvald Eleonóra (1769–1805) kisasszonyt, akinek a szülei Oszvald Ignác (1731–1794), Komárom város kamarása (civitatis camerarius), komáromi polgár, és Tuschleitner Elisabeth (1733–1803) voltak. Schandl Jánosné Oszvald Eleonórának a fivére Osvald Jakab (1764–1826) komáromi szenátor, Komárom szabad királyi város kapitánya (senator et capitaneus L. R. Civitattis Comaromiensis) volt. Schandl János és Oszvald Eleonóra frigyéből született: Schandl József (1801–1860), győri gyógyszerész, ifjabb Schandl János (1799–1881), 1848-as győri városi képviselő, tanácsos, terménykereskedő, földbirtokos, Schandl Terézia (1802–1887), akinek a férje a luteránus nemesi származású Szalachy családból való szalacsi és nagytanyi Szalachy Antal (1800–1884), győri terménykereskedő, valamint Schandl Eleonóra (1791–1884), Vogl Bernát, szappanfőzőmester (magister smigmator) neje. A fivérek Schandl József (1801–1860), győri gyógyszerész, valamint ifjabb Schandl János (1799–1881), győri terménykereskedő külön-külön ágat alapítottak Győrben.

## János ága
A komáromi születésű ifjabb Schandl János (1799–1881), Győr város képviselője, tanácsosa, terménykereskedő feleségül vette Komáromban 1829. október 15-én Lakner Alojzia (1810–1879) kisasszonyt, akinek a szülei Lakner Mátyás (1784–1860), aki gróf Zichy János (1777–1830) Komárom vármegyében fekvő ószőnyi uradalmának tiszttartója, valamint Pachl Terézia (1791-1865) voltak. Schandl Jánosné Lakner Alojzia fivére Lakner Mátyás (1812–1865), Lepsény római katolikus plébánosa volt 1851 és 1865 között. Schandl Jánosné Lakner Alojziának az anyai nagybátyja Angyalffy Mátyás András (1776-1839) agronómus, mezőgazdasági szakíró, a keszthelyi Georgikon tanára volt; anyai nagynénje Pachl Klára (1787–1852), akinek a férje idősebb Kollár János (1783–†?), a Győri püspökség fertőrákosi uradalmi tiszttartója.
Alap tanulmányai befejezése után ifjabb Schandl János a gyümölcs kereskedéssel foglalkozott. A Lakner Alojziával való házasságkötés után ifjabb Schandl János Komáromból Győrbe költözött el; a tekintélyes terménykereskedő győri polgár gyermekeit a győri belvárosi plébánián keresztelték meg. Schandl János 1841-ben Győr külső tanács tagja volt. Az 1848-as eszmék nagy támogatója volt, és a szabadságharc kitörése után 1848-ban Győr szabad királyi város egyik megválasztott képviselője volt. A szabadságharc leverése után továbbra is foglalkozott a kereskedelemmel, 1856-ban Győr város községi tanácsosaként szerepelt; a tisztséget több éven keresztül töltötte be. A Győr vármegyei Dunaszentpálon 118 kataszteri holdas földbirtokot és egy kúriát vásárolt, azonban 1873-ban a vagyonbukott Schandl János csődtömegéhez tartozó, Dunaszentpálon lévő ingatlan birtokai árverésen eladatni kényszerítették. A már köznemesi körökben mozgó Schandl János és Lakner Alojzia házasságából született leányai és fia az 1850-es évektől kezdtek házasságot kötni nemesi származásúakkal: Schandl Terézia (1830–1855), akinek a férje nemespanni Barta Adolf (1823–1894), köz- és váltóügyvéd Esztergomban, 1848-as honvéd, Schandl Mátyás (1834–1914), főhercegi uradalmi főszámvevő József főherceg udvarában, földbirtokos, akinek a neje csalai Kégl Berta (1849–†?), Schandl Klementina (1835–1884), akinek a férje tótváradjai Kornis Pál (1824–1876), ügyvéd, 1848-as honvédszázados, valamint Schandl Alojzia (1837–1915), akinek a férje nemeskéri Kiss István (1833–1884), gyógyszerész, nemesvidi és marcali gyógyszertártulajdonos. Schandl Teréziát 1851. október 13-án Győrben elvette feleségül nemespanni Barta Adolf esztergomi köz- és váltóügyvéd, nemespanni Barta András, uradalmi tiszttartó és Schreiner Jozefa fia; Schandl Klementinát 1858. január 12-én Győrben vette feleségül tótváradjai Kornis Pál ügyvéd, tótváradjai Kornis Pál (1780–1835) Tolna vármegye esküdtje, szolgabírája, főügyésze, táblabíró, földbirtokos, és lukanényei Luka Mária (1789–1855) fia; Schandl Alojziát 1863. október 18-án Győr belvárosi plébániáján feleségül vette nemeskéri Kiss István gyógyszerész, nemeskéri Kiss Gábor (1794–1863), marcali gyógyszerész, és duliczi Duliczky Franciska (1809–1888) fia.
Schandl Mátyás (1834–1914), mezőgazdász az alaptanulmányai befejezése után a Magyaróvári Magyar Királyi Gazdasági Akadémián diplomázott le, majd állást szerzett Klotild főhercegnő udvarában, végül főhercegi uradalmi főszámvevőként tevékenykedett József főherceg udvarában. Feleségül vette Felcsúton 1867. július 8-án csalai Kégl Berta kisasszonyt, akinek a szülei csalai Kégl Sándor (1802–1885), Fejér vármegyei földbirtokos, megyei bizottsági tag, és Pálmáffy Emília voltak. Schandl Mátyás és Kégl Berta házasságából három leány- és egy fiúgyermek született: Schandl Klementina (1870–1871), Schandl Irén (1870–1874), sempthei Maczkó Kálmánné Schandl Berta (1872–1945) és Schandl Jenő (1873–1908), honvédszázados. A nemesi származású sempthei Mazckó Kálmán (1856–1936) takarékpénztári főkönyvelő 1897. május 15-én Budapesten, feleségül vette Schandl Berta (1872–1945) kisasszonyt. A nagyon fiatalon elhunyt Schandl Jenő honvédszázados Veszprémben, 1900. december 1-jén elvette a nemesi származású mosonyi Ruttner Mária (1879–1946) kisasszonyt, akinek a szülei mosonyi Ruttner Sándor (1832–1899), jómódú veszprémi vaskereskedő, és kossuthi Pataky Matild (1851–1938) voltak. Ruttner Sándor vaskereskedő 1888. november 2-án magyar nemességet, valamint a "mosonyi" nemesi előnevet szerezte meg adományban I. Ferenc József magyar királytól. Az apai nagyszülei Ruttner János (1797–1861) veszprémi vaskereskedő, és Lorich Anna (1799–1878) voltak. Az anyai nagyszülei kossuthi Pataky Antal, és fehérkői Ramassetter Alojzia (1826–1913) voltak. Pataky Altané fehérkői Ramassetter Alojzia szülei fehérkői Ramassetter Vince (1832–1899), a Ferenc József rend lovagja, földbirtokos, aki 1874. október 6-án magyar nemességet, családi címert, és a "fehérkői" nemesi előnevet szerezte meg adományban I. Ferenc magyar királytól, valamint Kopanik Zsófia (1821–1876) voltak. Schandl Jenő halála után Ruttner Mária majd férjhez ment Seregy Lászlóhoz. Schandl Jenő és Ruttner Mária frigyéből származott: Schandl László, akinek a neje Pályi Mária, valamint Schandl István Géza (1902–1977), mezőgazdasági mérnök, aki 1944-ben a "Schandl" vezetéknevét mellőzve a "Sashegyi" nevet vette fel. Schandl István mezőgazdasági mérnök 1931. szeptember 5-én Budapesten, feleségül vette Blaschek Zsófia (1903–1971) kisasszonyt, akinek a szülei Blaschek Vilmos (1874–1954), soproni főszolgabíró, pápai Nagy Szent Gergely-rend lovagja, és Schultz Zsófia (1883–1965) voltak; később Blaschek Vilmos főszolgabíró 1933-ban felvette a "Balsay" vezetéknevet. Sashegyi István és Blaschek Zsófia frigyéből egy leány- és egy fiúgyermek született, akik a rákospalotai Bercsényi utca 100-as szám alatti családi villájában nevelkedtek.

## József ága
A komáromi születésű Schandl József (1801–1860), győri gyógyszerész, Pozsonyban 1831. december 4-én elvette Frölich Annát (1814–1904). Frölich Anna leánytestvére Frölich Franciska (1820–1884), akinek a férje késmárki Frey Vilmos (1808–1890), az esztergomi takarékpénztár vezérigazgatója, Esztergom szabad királyi városa képviselője. Schandl József és Frölich Anna frigyéből két leány- és két fiúgyermek született: Schandl Emília (1833–1851), Schandl Ferenc Xavér (1834–1915), vaskereskedő, Schandl Nándor (1835–1895), vaskereskedő, illetve Schandl Franciska (1841–1907), akinek a férje nemes dr. Argay István (1826–1916), orvos, az 1848-as szabadságharc honvéd, háromféle tudori oklevél tulajdonosa, Győr város törvényhatósági bizottsági tagja, a pápai Szent Szilvester- és az Aranysarkantyús-rend lovagja, földbirtokos. Schandl Franciskát nemes dr. Argay István a győri belvárosi római katolikus plébánián 1861. április 9-én vette el; a vőlegény szülei nemes Argay Mihály, győrvármegyei főszolgabíró, földbirtokos, és kozmadombi Ferenczy Zsófia voltak. Az apai nagyapja nemes Argay András (1753–1808), szalkszentmártoni uradalom tisztviselője, aki 1793. május 23-án címeres nemeslevelet szerzett.
Schandl Ferenc Xavér (1834–1915) és Schandl Nándor (1835–1895), vaskereskedők, 1864-ben a "Schandl" vezetéknevet mellőzve a "Sándori" vezetéknevet vették fel. A győri Sándori Nándor és Fia Vaskereskedés cég az akkori legjelentősebb vaskereskedők közé tartozott. Sándori (Schandl) Nándor Győrben 1868. július 28-án feleségül vette Miedler Magdolnát, akinek a szülei Miedler Ferenc, pékmester és Sügi Franciska voltak. Sándori Nándor és Miedler Magdolna frigyéből született Sándori Ferenc (1870–1937), vaskereskedő, aki sikeresen továbbvitte az apja üzemét; Sándori Ferenc elvette a nemesi származású rétalapi Mihályi Mária (1878–1940) kisasszonyt, akinek a szülei Mihályi Ignác (1838–1911), nagybirtokos, Komárom vármegye törvényhatósági bizottsági tagja, és Lozert Lujza (1851–1922) voltak Ifjabb Sándori Ferenc vaskereskedő, egyben Győr város törvényhatósági bizottsági tagja, a Győri Lloyd ált. kereskedő testület alelnöke, a győri Első Takarékpénztár igazgatósági tagja, az Országos Magyar Kereskedelmi Egyesülés elnöki tanácsának a tagja is volt. Ifjabb Sándori Ferenc és Mihályi Mária házasságából egy leány: Sándori Nándor, Sándori László valamint Sándori Margit (1898–1947), akinek a férje dr. Csejkey Ernő (1887–1969) ügyvéd, politikus, 1946 és 1949 között a Magyar Nemzeti Bank elnöke.

## A család leszármazási táblája
- A1 János (1758. – Komárom, 1826. július 7.). városi tanácsos, kádármester, borkereskedő. 1.f.: Sumlás Éva Rozina (Komárom, 1765. március 2. – Komárom, 1789. június 17.). 2.f.: Oszvald Eleonóra (Komárom, 1769. október 31. – Komárom, 1805. február 15.). 3.f.: Javorszky Erzsébet (1786.–Komárom, 1806. szeptember 17.).
  - B1 (2. házasságból) Eleonóra (Komárom, 1791. január 14. – Győr, 1884. december 28.). Férje: Vogl Bernát.
  - B2 (2. házasságból) János Ignác (Komárom, 1799. július 13. – Gőböljárás, 1881. május 3.), Győr szabad királyi város képviselője az 1848-as szabadságharc alatt, Győr város tanácsosa, győri bérháztulajdonos, gyümölcs- és gabonakereskedő, kasznár, dunaszentpáli földbirtokos. Neje: Lakner Anna Mária "Alojzia" (*Dunaalmás, 1810. november 28.–†Marcali, 1879. szeptember 21.).
    - C1 Terézia Magdolna Alojzia (*Győr, 1830. július 21.–†Apostag, 1855. február 18.). Férje: nemespanni Barta Adolf Sándor (*Alsónyék, Hont vármegye, 1823. március 28.–†Esztergom, 1894. november 15.), köz- és váltóügyvéd Esztergomban, 1848-as honvéd.
    - C2 Mária Alojzia Eleonóra Róza (Győr, 1833. július 7.–†1903. után), hajadon.
    - C3 Alojzia Eleonóra Anna Mária (Győr, 1832. február 4.–†Győr, 1832. március 31.)
    - C4 Mátyás János József (*Győr, 1834. július 5.–†Budapest, 1914. december 27.), főhercegi uradalmi főszámvevő József főherceg udvarában, földbirtokos. Felesége: csalai Kégl Berta (*Felcsút, 1849.–†?).
      - D1 Irén Alojzia (*Bicske, 1870. december 14.–†Göböljárás, 1874. november 1.).
      - D2 Klementina (*Bicske, 1870. december 14.–†Bányavölgy, 1871. július 25.).
      - D3 Berta Mária (*Alcsútdoboz, 1872. május 10.–†Rákospalota, 1945. január 2.). Férje: sempthei Maczkó Kálmán (Malomszeg, 1864. május 7.–†Budapest, 1936. február 3.), takarékpénztári főkönyvelő.
      - D4 Jenő Fülöp (*Bicske, 1873. május 3.–†Nagyszeben, 1908. december 1.), honvéd százados. Neje: mosonyi Ruttner Mária Antónia Ilona (*Veszprém, 1879. május 2.–†Budapest (XI. ker.), 1946. július 16.)
        - E1 László Jenő Sándor (*Veszprém, 1901. március 27.–†).[50] Neje: Pályi Mária (*1902–†Budapest, 1984. szeptember 20.).[51]
        - E2 István Géza (Sashegyi) (*Veszprém, 1902. december 2.–†Budapest, 1977. október 27.), mezőgazdasági mérnök. Neje: Blaschek Zsófia (*Sopron, 1905. április 9.–†Budapest, 1971. január 20.).
          - F1 Katalin. Férje: Széli Géza
          - F2 Imre

    - C5 Klementina Rozália  (*Győr, 1835. október 22.–†Paks, 1884. február 27.). Férje: tótváradjai Kornis Pál Károly (*Bölcske, 1824. január 24.–†Paks, 1876. április 22.), ügyvéd, 1848-as honvédszázados.
    - C6 Alojzia Johanna (*Győr, 1837. május 11.–†Marcali, 1915. december 4.). Férje: nemeskéri Kiss István (*Marcali, 1833. augusztus 1. –†Nemesvid, 1884. február 29.), gyógyszerész, nemesvidi és marcali gyógyszertártulajdonos.

  - B3 (2. házasságból) József Antal (Komárom, 1801. március 10. – Győr, 1860. október 12.), győri gyógyszerész. Felesége: Frölich Anna (1814.– Győr, 1904. október 25.).
    - C1 Emília (*Győr, 1833.–†Győr, 1851. május 4.).
    - C2 Ferenc Xavér (Sándori) (*Pozsony, 1834. január 4.–†Győr, 1915. december 15.), győri vaskereskedő.
    - C3 Nándor (Sándori) (Pozsony, 1835. november 16. – Győr, 1895. május 12.), győri vaskereskedő. Neje: Miedler Magdolna Anna Jozefa (Esztergom, 1848. április 11. –?)
      - D1 Ferenc István (Sándori) (*Győr, 1870. november 21.–†Győr, 1937. május 3.), győri vaskereskedő, Győr város törvényhatósági bizottsági tagja, a Győri Lloyd ált. kereskedő testület alelnöke, a győri Első Takarékpénztár igazgatósági tagja, az Országos Magyar Kereskedelmi Egyesülés elnöki tanácsának a tagja. Neje: rétalapi Mihályi Mária (Szend, Komárom vármegye, 1878. december 21. – Győr, 1940. április 3.)
        - E1 Margit (Sándori) (*1898.–†Budapest, 1947. július 31.). Férje: dr. Csejkey Ernő (szül: Meixner) (*Szombathely, 1887. szeptember 11.–†Budapest, 1969. január 9.), ügyvéd, politikus, 1946 és 1949 között a Magyar Nemzeti Bank elnöke.
        - E2 Nándor (Sándori)
        - E3 László (Sándori)

    - C4 Franciska (*Pozsonycsákány, 1841. október 28.–†Győr, 1907. szeptember 23.). Férje: Argay István József (Győr, 1826. december 18. – Győr, 1916. november 24.), orvos, az 1848-as szabadságharc honvéd, háromféle tudori oklevél tulajdonosa, Győr város törvényhatósági bizottsági tagja, a pápai Szent Silvester- és az Aranysarkantyús-rend lovagja, földbirtokos.

  - B4 (2. házasságból) Terézia (Komárom, 1802. december 30. – Felsőgöd, 1887. január 30.). Férje: szalacsi és nagytanyi Szalachy Antal (1800.– Vác, 1884. június 3.), terménykereskedő, táblabíró, földbirtokos, a szalacsi és nagytanyi Szalachy család sarja.

## A család jelentősebb tagjai
- Schandl János (1799–1881), Győr szabad királyi város képviselője az 1848-as szabadságharc alatt, Győr város tanácsosa, győri bérháztulajdonos, gyümölcs- és gabonakereskedő, kasznár, dunaszentpáli földbirtokos.
- Schandl Jenő (1873–1908), honvéd százados.
- Schandl Mátyás (1834–1914), főhercegi uradalmi főszámvevő József főherceg udvarában, földbirtokos.
- Sándori Ferenc (1870–1937), győri vaskereskedő, Győr város törvényhatósági bizottsági tagja, a Győri Lloyd ált. kereskedő testület alelnöke, a győri Első Takarékpénztár igazgatósági tagja, az Országos Magyar Kereskedelmi Egyesülés elnöki tanácsának a tagja, a Győri Automobil és Motor Club tagja.
- Sándori Nándor (1835–1895), győri vaskereskedő.